# Biziat

Biziat este o comună în departamentul Ain din estul Franței.